# Whitaker (Pennsylvania)
Whitaker  è una borough degli Stati Uniti d'America, nella contea di Allegheny nello Stato della Pennsylvania. Secondo il censimento del 2000 la popolazione è di 1.338 abitanti.

## Società

### Evoluzione demografica
La composizione etnica vede una prevalenza della razza bianca (93,65%), seguita da quella afroamericana (5,01%), dati del 2000.
| borough di Whitaker Popolazione |       |
| 2000                            | 1.338 |
| Stima al 01-07-07               | 1.226 |